# Brachycephaloptera trichopleura
Brachycephaloptera trichopleura är en tvåvingeart som beskrevs av Borgmeier 1924. Brachycephaloptera trichopleura ingår i släktet Brachycephaloptera och familjen puckelflugor. Inga underarter finns listade i Catalogue of Life.